# Ольховецкое
Ольховецкое (укр. Вільховецьке) — село в Завальевской поселковой общине Голованевского района Кировоградской области Украины.
До 2020 года входило в Гайворонский район
Население по переписи 2001 года составляло 89 человек. Почтовый индекс — 26333. Телефонный код — 5254. Код КОАТУУ — 3521183602.